# Lamal
Pour les articles homonymes, voir LAMal.
Lamal est un village de la région du Centre du Cameroun, situé dans la commune de Nguibassal. 

## Population et développement
La population de Lamal était de 108 habitants dont 54 hommes et 54 femmes, lors du recensement de 2005.     